# トム・フィリス
トム・フィリス（Thomas "Tom" Edward Phillis, 1931年4月9日 - 1962年6月6日）は、オーストラリア・シドニー出身のオートバイレーサー。ホンダがロードレース世界選手権で初優勝した時のライダーである。

## 経歴
1960年、前年にマン島TTレースで国際レースにデビューしたホンダは、この年から本格的にロードレース世界選手権への挑戦を開始した。その第一戦のマン島はこの年から全クラスがマウンテンコースでレースをすることになり、前年の挑戦ではクリプスコース（ショートコース）しか経験しなかったホンダにとっては未知のコースでレースをするはめになってしまった。そのため、マウンテンコースを知らない日本人ライダーに加えてコースを知っている有力な外国人ライダーを乗せることになり、白羽の矢が立ったのが125ccクラスのフィリスと250ccクラスのボブ・ブラウンである。ホンダへの乗車はフィリス自らの希望でもあった。
しかし、この年のマン島では全クラスを制したMVアグスタの圧倒的な速さにホンダは全く太刀打ちできず、フィリスも125ccクラスで10位、250ccクラスでは一時4位を走行するもリタイヤに終わった。そして続くオランダGPでのクラッシュにより負傷してしまう。ドイツGPではチームメイトのブラウンが他のライダーと衝突して事故死するという、結局この年はフィリスにとっては散々なシーズンであった。
翌1961年、フィリスは開幕戦スペインGPで優勝を飾るという幸先の良いスタートを切った。これがホンダにとってもフィリス自身にとってもグランプリでの初優勝であった。そしてシーズン前のMVアグスタの撤退によって最大のライバルを失ったホンダは快進撃を続け、フィリスは唯一のライバルとなったMZのエルンスト・デグナーとの熾烈なタイトル争いを制し、わずか2ポイント差で125ccクラスのタイトルを獲得した。この年は250ccクラスでもホンダに乗るマイク・ヘイルウッドがタイトルを獲得しており、フィリスはこのクラスでもヘイルウッドに次ぐランキング2位となっている。
そして1962年シーズンのマン島、125ccクラスと250ccクラスで共に3位に入りホンダの上位独占に貢献したフィリスは、ホンダがこの年から参戦を開始した350ccクラスに野心的な285ccのマシン、RC170で出走した。順調に3位を走行していた3周目、前を行くゲイリー・ホッキングとヘイルウッドを猛追していたフィリスは9マイル標識付近のローレルバンクでクラッシュ、帰らぬ人となった。
フィリスの友人であった前年の500ccクラスチャンピオンのホッキングはフィリスの事故死に強いショックを受け、この後すぐにグランプリから引退した。また、ホンダ・ワークスのリーダー的存在であったジム・レッドマンも引退を考えたが、ボブ・マッキンタイヤの説得によって思いとどまっている。
現在、フィリスの墓はマン島のマウンテンコースのスタートライン右側の墓地にある。

## ロードレース世界選手権での戦績[2]
- 凡例
- イタリック体のレースはファステストラップを記録。

| 年   | クラス | マシン   | 1     | 2      | 3      | 4     | 5      | 6     | 7     | 8     | 9     | 10    | 11    | ポイント | 順位 | 勝利数 |
| ---- | ------ | -------- | ----- | ------ | ------ | ----- | ------ | ----- | ----- | ----- | ----- | ----- | ----- | -------- | ---- | ------ |
| 1959 | 350cc  | ノートン | FRA - | IOM -  | GER -  | SWE - | ULS 5  | ITA - |       |       |       |       |       | 2        | 13位 | 0      |
| 1960 | 125cc  | ホンダ   |       | IOM 10 | NED -  | BEL - |        | ULS - | ITA - |       |       |       |       | 0        | -    | 0      |
| 1960 | 250cc  | ホンダ   |       | IOM NC | NED -  | BEL - | GER -  | ULS 2 | ITA - |       |       |       |       | 6        | 6位  | 0      |
| 1960 | 500cc  | ノートン | FRA - | IOM 4  | NED -  | BEL - | GER -  | ULS 6 | ITA - |       |       |       |       | 4        | 11位 | 0      |
| 1961 | 125cc  | ホンダ   | SPA 1 | GER NC | FRA 1  | IOM 3 | NED 1  | BEL 2 | DDR 2 | ULS 3 | ITA 4 | SWE 6 | ARG 1 | 44 (56)  | 1位  | 4      |
| 1961 | 250cc  | ホンダ   | SPA 2 | GER NC | FRA 1  | IOM 2 | NED NC | BEL 2 | DDR 4 | ULS 4 | ITA 3 | SWE 6 | ARG 1 | 38 (45)  | 2位  | 2      |
| 1961 | 500cc  | ノートン |       | GER -  | FRA -  | IOM 3 | NED -  | BEL - | DDR - | ULS - | ITA - | SWE - | ARG - | 4        | 12位 | 0      |
| 1962 | 50cc   | ホンダ   | SPA 8 | FRA -  | IOM -  | NED - | BEL -  | GER - | ULS - | DDR - | ITA - | FIN - | ARG - | 0        | -    | 0      |
| 1962 | 125cc  | ホンダ   | SPA - | FRA -  | IOM 3  | NED - | BEL -  | GER - | ULS - | DDR - | ITA - | FIN - | ARG - | 4        | 13位 | 0      |
| 1962 | 250cc  | ホンダ   | SPA 3 | FRA 3  | IOM 3  | NED - | BEL -  | GER - | ULS - | DDR - | ITA - | FIN - | ARG - | 12       | 4位  | 0      |
| 1962 | 350cc  | ホンダ   |       |        | IOM NC | NED - |        | ULS - | DDR - | ITA - | FIN - |       |       | 0        | -    | 0      |